# Horvát futsalválogatott
A horvát futsal-válogatott Horvátország nemzeti csapata, amelyet a horvát labdarúgó-szövetség, (horvátul:Hrvatski Nogometni Savez) irányít.
Eddig két Európa-és 1 világbajnokságon szerepelt. Az 1999-es és a 2001-es Eb-n is harmadik helyen végzett a csoportjában. A 2000-es guatemalai világbajnokságon pedig a második fordulóba jutott.
A 2012-es Európa-bajnokságnak Horvátország ad otthont, így automatikusan résztvevője a tornának.

## Eredmények

### Világbajnokság
| Év       | Eredmény      | Hely    | M | Gy | D | V | Rg | Kg | Gk |
| -------- | ------------- | ------- | - | -- | - | - | -- | -- | -- |
| 1989     | Nem jutott be | -       | - | -  | - | - | -  | -  | -  |
| 1992     | Nem jutott be | –       | – | –  | – | – | –  | –  | –  |
| 1996     | Nem jutott be | –       | – | –  | – | – | –  | –  | –  |
| 2000     | 2. forduló    | 5.      | 6 | 3  | 0 | 3 | 18 | 15 | +3 |
| 2004     | Nem jutott be | –       | – | –  | – | – | –  | –  | –  |
| 2008     | Nem jutott be | –       | – | –  | – | – | –  | –  | –  |
| 2012     | Nem jutott be | –       | – | –  | – | – | –  | –  | –  |
| Összesen | 2. kör        | 5. hely | 6 | 3  | 0 | 3 | 18 | 15 | +3 |

### Európa-bajnokság
| Év       | Eredmény      | Hely    | M | Gy | D | V | Rg | Kg | Gk  |
| -------- | ------------- | ------- | - | -- | - | - | -- | -- | --- |
| 1996     | Nem jutott be | –       | – | –  | – | – | –  | –  | –   |
| 1999     | Csoportkör    | 5.      | 3 | 1  | 0 | 2 | 8  | 14 | –6  |
| 2001     | Csoportkör    | 5.      | 3 | 1  | 0 | 2 | 2  | 9  | –7  |
| 2003     | Nem jutott be | –       | – | –  | – | – | –  | –  | –   |
| 2005     | Nem jutott be | –       | – | –  | – | – | –  | –  | –   |
| 2007     | Nem jutott be | –       | – | –  | – | – | –  | –  | –   |
| 2010     | Nem jutott be | –       | – | –  | – | – | –  | –  | –   |
| 2012     | Bejutott      | –       | – | –  | – | – | –  | –  | –   |
| Összesen | Csoportkör    | 5. hely | 6 | 2  | 0 | 4 | 10 | 23 | –13 |

## Külső hivatkozások
- Futsal világranglista.